# ALUMIL Milonas
ALUMIL Milonas (griechisch ΑΛΟΥΜΥΛ Μυλωνάς) ist eine Aktiengesellschaft mit Sitz in Kilkis (45 km nördlich von Thessaloniki in Zentralmakedonien). Das privat geführte Unternehmen ist ein führender Hersteller auf dem Gebiet der Aluminium-Extrusion.

## Firmengeschichte
ALUMIL wurde 1988 gegründet und verfügte als eines der ersten privaten Unternehmen in Griechenland über eine Aluminium-Extrusionslinie, die aus einer 1.600-Tonnen-Presse mit einer Kapazität von 6.000 Tonnen bestand. 1998 erfolgte der Börsengang, das Unternehmen ist bis heute familiengeführt, Giorgos Mylonas ist Vorstandsvorsitzender.
Das Unternehmen investierte in den 1990er und 2000er Jahren in Produktions- und Vertriebsstätten in Südosteuropa. Der Aufbau einer Fertigung in der Türkei wurde trotz einer mehrjährigen Vorbereitungszeit aufgrund einer übermäßigen Marktsättigung verschoben, die bestellten Anlagen stattdessen in eine neue Anlage von Alumil in den Irak gebracht. Diese Anlage wird zukünftig die Versorgung der Kunden im Nahen Osten betreuen. 2013 wurde mit der Alumil Fabrication Inc. in Chester, New York erstmals ein Alumil-Werk auf dem amerikanischen Kontinent errichtet.

## Unternehmen
Das Unternehmen ist eines der technologisch führenden Industrieunternehmen in Griechenland und beschäftigt etwa 1.700 Mitarbeiter. ALUMIL ist insbesondere auf dem Gebiet der Forschung und Entwicklung führend.
Der Umsatz stieg im Jahr 2007 auf 287,6 Millionen Euro und sank dann in den Folgejahren bis auf 172,2 Millionen Euro im Jahr 2014 ab.

### Standorte in Griechenland
Das Unternehmen verfügt in Nordgriechenland über mehrere Produktionsstätten: den Industriekomplex in Kilkis, Extrusionsanlagen in Xanthi und Komotini sowie eine Fabrik zur Fertigung von Automationsanlagen im Industriegebiet von Serres. Diese Betriebsstätten verfügen über zehn Extrusionslinien mit einer Produktionskapazität von über 80.000 Tonnen im Jahr, ferner über drei Anlagen für elektrostatische Beschichtung mit einer Kapazität von 26.500 Tonnen lackierten Profilen, eine Fertigungsanlage für Guss-Aluminiumteile, Montagebänder zur Herstellung von wärmegedämmten Profilen, Anlagen für Speziallackierungen, zur Fertigung von Innen- und Sicherheitstüren, zur Fertigung von rollgeformten, ausgeschäumten Profilen aus Aluminium, zur Fertigung von Automationssystemen, zur Fertigung von Aluminiumpaneelen und zur Eloxierung von Profilen mit einer Kapazität von über 30.000 Tonnen.

### Aktivitäten außerhalb Griechenlands
Die ALUMIL S.A. ist das führende Unternehmen der ALUMIL-Gruppe, zu der als Tochtergesellschaften gehören: ALOYSYS in Athen, INTERNO, ALUFOND, I.AL.N.G., ALUNEF, ALUKOM in Komotini, METRON in Serres, ALUFIL und G.A. Plastics in Kilkis, ferner ausländische Tochtergesellschaften in Rumänien (ALUMIL ROM und ALUMIL EXTRUSION), Albanien, Bulgarien, Polen, in der Ukraine, Ägypten, Moldawien, Deutschland, Nordmazedonien (Skopje), Zypern, Serbien, Italien, Bosnien und den Vereinigten Arabischen Emiraten.
ALUMIL hat sowohl in West- und Osteuropa als auch in Afrika und dem Mittleren Osten ein weites Vertriebsnetz aufgebaut. Der Exportanteil liegt bei mehr als 60 %.

## Produkte
ALUMIL ist der größte Hersteller von Aluminium-Halbzeug in Griechenland. Das Unternehmen stellt Aluminium-Profilsysteme für architektonische Zwecke wie Türen, Fenster, Fassaden, Atrien, Trennwände her. ALUMIL liefert ferner Industrieprofile, die nach Anforderungen des Kunden gefertigt werden und in Bereichen wie dem Baugewerbe, im Transportwesen sowie für mechanische und elektronische Anwendungen Verwendung finden.

## Einzelangaben
1. ↑   Archivlink (Memento vom 23. März 2014 im Internet Archive)
2. ↑  Profil der ALUMIL S.A. (englisch)
3. ↑  Firmenprofil auf finanzen.net; abgerufen am 21. Januar 2016